# Astralium wallisi
Astralium wallisi is een slakkensoort uit de familie van de Turbinidae. De wetenschappelijke naam van de soort is voor het eerst geldig gepubliceerd in 1937 door Tom Iredale.